# Liste des gouverneurs, lieutenant-généraux et vice-rois du royaume de Navarre
Le titre de gouverneur du royaume (jusqu'en 1351), lieutenant-général du royaume (à partir de 1351) ou encore vice-roi de Navarre (1479-1493 et 1613-1789) est attribué à un proche par le souverain durant son absence du royaume pour assurer la gestion de celui-ci jusqu'à son retour. Les rois de Navarre possédant diverses terres, principalement en France, sont amenés en effet à s'absenter régulièrement de leur royaume.

## Liste des titulaires
Liste des titulaires en fonction durant l'absence du souverain.

### Règne deJeanne Ireet dePhilippe Ier(Philippe IV de France)[1]
Jeanne ne retourne plus en Navarre après 1276
- 1276 - 1277 : Eustache de Beaumarchais
- 1277 - 1279 : Renaud de Rouvray
- 1280 - 1283 : Guérin d'Amplepuis
- 1283 - 1286 : Clément d'Aunay (2e fois)
- 1286 - 1294 : Hugues de Conflans
- 1296 - 1305 : Alphonse de Rouvray

### Règne deLouis Ier(Louis X de France)[2]
Louis Ier ne fait qu'un seul déplacement en Navarre en 1307
- 1305 - 1306 : Alphonse de Rouvray
- 1306 - 1309 : Guillaume de Chaudenay
- 1310 - 1315 : Enguerrand de Villers
- 1315 - 1316 : Alphonse de Rouvray (2e fois)

### Règne deJean Ier
Jean Ier ne fait aucun déplacement en Navarre (régne éphémère)
- 1316 : Alphonse de Rouvray

### Règne dePhilippe II(Philippe V de France)
Philippe II ne fait aucun déplacement en Navarre
- 1316 - 1317 : Guichard de Marcy
- 1317 - 1322 : Pons de Mortagne

### Règne deCharles Ier(Charles IV de France)
Charles Ier ne fait aucun déplacement en Navarre
- 1322 - 1326 : Alphonse de Rouvray (3e fois)
- 1326 - 1328 : Pierre-Raimond de Rabastens

### Règne deJeanne IIet dePhilippe III
- 1328 - 1329 : Henri de Sully
- 1331 - 1336 : Henri de Sully
- 1337 - 1339 : Saladin d'Anglure
- 1339 - 1342 : Renaud de Pons
- 1342 - 1343 : Guillaume de Bray
- 1343 - 1344 : Philippe de Melun
- 1345 - 1349 : Jean de Conflans

### Règne deCharles II
- 1349 - 1350 : Jean de Conflans
- 1351 - 1355 : Louis de Navarre, frère du roi.
- 1355 - 1361 : Louis de Navarre, frère du roi.
- 1369 - 1372 : Jeanne de France, épouse du roi.

### Règne deCharles III
- 1397 - 1398 : Éléonore de Castille, épouse du roi.
- 1403 - 1406 : Éléonore de Castille, épouse du roi.
- 1409 - 1411 : Éléonore de Castille, épouse du roi.

### Règne deBlancheIreet deJean II
- 1440 - 1441 : Charles, prince de Viane, fils héritier de la reine.

### Règne de Jean II
Jean II réside habituellement en Aragon
- 1441 - 1453 : Charles, prince de Viane, fils héritier du roi.
- 1453 - 1469 : Éléonore de Navarre, fille héritière du roi, et son époux Gaston IV de Foix.
- 1469 - 1470 : Gaston de Foix, prince de Viane, fils des précédents et petit-fils du roi.
- 1470 - 1472 : Éléonore de Navarre et Gaston IV de Foix, rétablis.
- 1472 - 1479 : Éléonore de Navarre, seule.

### Règne d'Éléonore
Durant son règne éphémère elle ne s'absente pas du royaume

### Règne deFrançois Fébus
- 1479 - 1481 : Pierre de Foix, oncle du roi.
- 1482 - 1483 : Pierre de Foix, oncle du roi.

### Règne deCatherineet deJean III
- 1483 - 1484 : Pierre de Foix, oncle de la reine.
- 1484 - 1486 : Jacques de Foix, oncle de la reine.
- 1486 - 1493 : Alain d'Albret, beau-père de la reine.
- 1499 - 1500 : Catherine de Navarre, fille héritière de la reine.
- 1500 - 1500 : Catherine de Navarre, fille héritière de la reine (avril-mai).
- 1500 - 1500 : Catherine de Navarre, fille héritière de la reine (août-décembre).
- 1502 - 1502 : André Fébus de Navarre, fils héritier de la reine (février-décembre).
- 1504 - 1505 : Henri de Navarre, fils héritier de la reine.
- 1509 - 1509 : Henri de Navarre, fils héritier de la reine (février-avril).
- 1510 - 1511 : Henri de Navarre, fils héritier de la reine.
- 1511 - 1511 : Charles de Navarre, fils de la reine (novembre).

En 1512 le royaume de Navarre est envahi et occupé par la monarchie catholique espagnole. Après plusieurs années de luttes, le roi légitime ne parvient qu'à conserver la Basse-Navarre, située au nord des Pyrénées.

### Règne deHenri II
- 1517 - 1520 : Anne de Navarre, sœur du roi.
- 1521 : André de Foix, cousin du roi.
- 1524 - 1526 : Charles de Navarre, frère du roi.
- 1526 - 1532 : Anne de Navarre, sœur du roi.
- 1532 - 1555 : Jacques de Foix, évêque de Lescar, cousin du roi.

### Règne deJeanne IIIet d'Antoine
- 1563 - 1567 : Antoine Ier de Gramont
- 1568 - 1571 : Bernard d'Arros

### Règne deHenri III(Henri IV de France)
- 1572 - 1593 : Catherine de Navarre, sœur du roi.
- 1593 - 1613 : Jacques Nompar de Caumont

### Rois de France et de Navarre
À partir de 1613 les rois de France et de Navarre nomment les ducs de Gramont successifs gouverneurs du royaume de Navarre.
- 1613 - 1644 : Antoine II de Gramont
- 1644 - 1678 : Antoine III de Gramont
- 1678 - 1720 : Antoine IV de Gramont
- 1720 - 1725 : Antoine V de Gramont
- 1725 - 1741 : Antoine VI de Gramont
- 1741 - 1745 : Louis de Gramont
- 1745 - 1790 : Antoine VII de Gramont

### Invasion de la Navarre par la Castille
À partir de 1512 les rois d'Espagne nomment des vice-rois pour gouverner la Navarre occupée.